# Liste der Segelfregatten der United States Navy

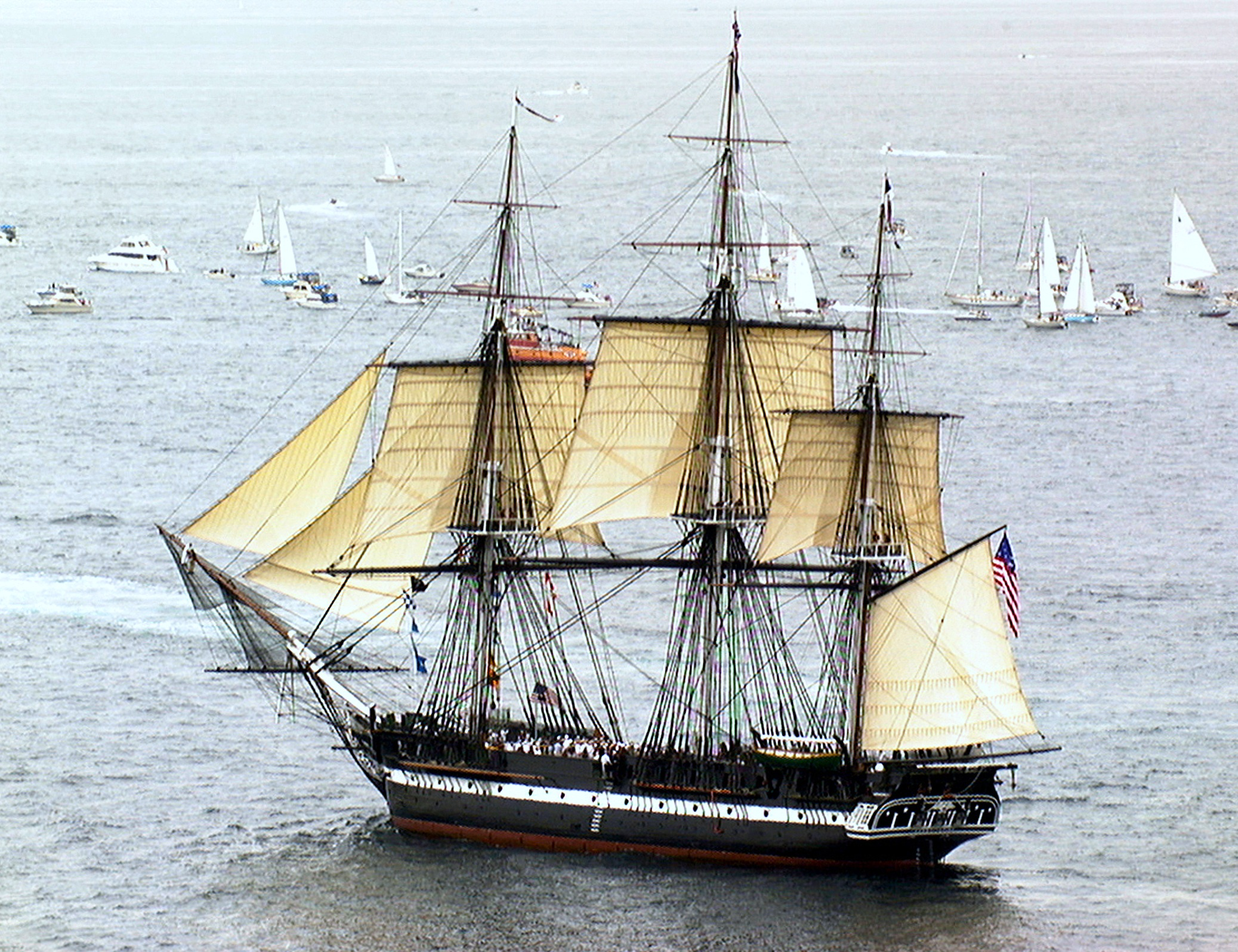
USS Constitution im Jahr 1997

Dies ist eine Liste der Segelfregatten der United States Navy.

## Continental Navy
- Columbus (1774) 28 Kanonen, 1775–1778
- Bauprogramm 13 Fregatten (Dezember 1775)
  - Hancock (1776), 1776–1777
  - Raleigh (1776), 1776–1778
  - Randolph-Klasse (32 Kanonen)
    - Washington (1776), 1777 zu Verhinderung einer britischen Erbeutung versenkt
    - Randolph (1776), 1776–1778

  - Warren (1776) 32 Kanonen, 1776–1779
  - Effingham 28 Kanonen, 1777 zu Verhinderung einer britischen Erbeutung verbrannt
  - Montgomery (1776) 28 Kanonen, 1777 zu Verhinderung einer britischen Erbeutung verbrannt
  - Providence (1776) 28 Kanonen, 1776–1780
  - Trumball (1176) 28 Kanonen, 1779–1781
  - Virginia (1776) 28 Kanonen, 1776–1778
  - Boston (1776) 24 Kanonen, 1777–1780
  - Congress 24 Kanonen, 1777 zu Verhinderung einer britischen Erbeutung verbrannt
  - Delaware (1776) 24 Kanonen, 1776–1777
- Alliance (1778) 36 Kanonen, 1778–1785
- Deane 24 Kanonen, 1778–1783
- Bonhomme Richard (1765) 42 Kanonen, 1779 (ehemaliger französischer Ostindienfahrer)
- Confederacy (1778) 36 Kanonen, 1779–1781
- South Carolina (1778) 40 Kanonen, 1780–1782 (Schiff der South Carolina Navy)
- Bourbon (1783) 36–40 Kanonen, vor Fertigstellung verkauft

## United States Navy
- United-States-Klasse
  - United States, (1797) 44 Kanonen, 1797–1865
  - Constitution, (1797) 44 Kanonen, 1798–Heute (Museumsschiff)
  - President (1800) 44 Kanonen, 1800–1815
- Constellation-Klasse
  - Constellation, (1797) 38 Kanonen, 1798–1853
  - Congress, (1799) 38 Kanonen, 1799–1834
- General Greene (1799) 30 Kanonen, 1799–1805
- Essex (1799) 32 Kanonen, 1799–1814
- Philadelphia (1799) 36 Kanonen, 1800–1804
- Chesapeake, (1799) 38 Kanonen, 1800–1813
- Adams 1799–1814
- Boston 1799–1814
- Insurgent – ehemals französische Insurgente gekapert 9. Februar 1799; 1799–1800
- John Adams 1799–1867
- New York 1800–1814
- Macedonian – ehemals britische Macedonian gekapert 25. Oktober 1812; 1813–1834
- Superior (1814) 58 Kanonen, 1814–1815
- Mohawk (1814) 42 Kanonen, 1814–1815
- Cyane – ehemals britische Cyane gekapert 20. Februar 1815; 1815–1835
- Potomac-Klasse
  - Brandywine 1825–1864
  - Columbia 1836–1861
  - Cumberland 1842–1862
  - Potomac 1822–1877
  - Raritan 1843–1861
  - St. Lawrence 1848–1875
  - Savannah 1843–1862
- Sabine-Klasse
  - Sabine 1855–1883
  - Santee
- Hudson 1826–1844
- Congress 1841–1862